# Friedrich Heinrich Lewy
Pour les articles homonymes, voir Lewy.
Friedrich Heinrich Lewy, renommé plus tard Frederic Henry Lewey, (né le 28 janvier 1885, à Berlin, mort le 5 octobre 1950, Harverford, Pennsylvanie) est un médecin allemand puis américain, neuroanatomiste et psychiatre connu pour avoir découvert en 1912 les inclusions cellulaires de substance protéique observées dans certaines pathologies du système nerveux et aujourd'hui dénommées corps de Lewy. On retrouve ces anomalies dans certaines formes de la maladie de Parkinson ou dans la maladie à corps de Lewy.

## Biographie
Lewy est le fils d'un médecin juif de Berlin. Diplômé du lycée de Friedrichswerder en 1903, il étudie la médecine à Berlin et Zurich et obtient son doctorat à Berlin en 1910. Après avoir terminé ses études, Lewy travaille comme assistant à l'Institut de physiologie de Breslau et Berlin de 1909 à 1910, puis à la clinique psychiatrique de Munich dans le laboratoire Alois Alzheimer dirigé par Emil Kraepelin. Il suit la maladie d'Alzheimer à Breslau en 1912 et devient chef de son laboratoire, poste qu'il occupe jusqu'au début de la Première Guerre mondiale. Pendant la guerre, Lewy est médecin militaire en France, en Russie et en Turquie. Après la guerre, il travaille à la deuxième clinique médicale de la Charité à Berlin. Lewy termine sa spécialisation en neurologie en 1921. Il est nommé professeur agrégé de médecine interne et de neurologie. En 1926, il devient chef du service neurologique de la Charité et en 1930 de l'institut neurologique de Berlin. Enfin, en 1932, il fonde une clinique neurologique indépendante et un institut de recherche à Berlin, qu'il dirige jusqu'à ce que les nazis annulent sa licence d'enseignant en 1933 en raison de ses origines juives. À l'été 1933, il émigre pour la première fois en Angleterre, mais ne peut y trouver de poste permanent. En 1934, il est aux États-Unis, et change son nom pour Lewey, devient quaker et reçoit une bourse Rockefeller au département de neurologie de l'Université de Pennsylvanie. De 1943 à 1945, il travaille à nouveau comme médecin militaire, puis à nouveau à l'Université de Pennsylvanie jusqu'à sa mort en 1950.
Son exil reflète le sort de nombreux juifs et scientifiques allemands dans la première moitié du XXe siècle.

## Travaux

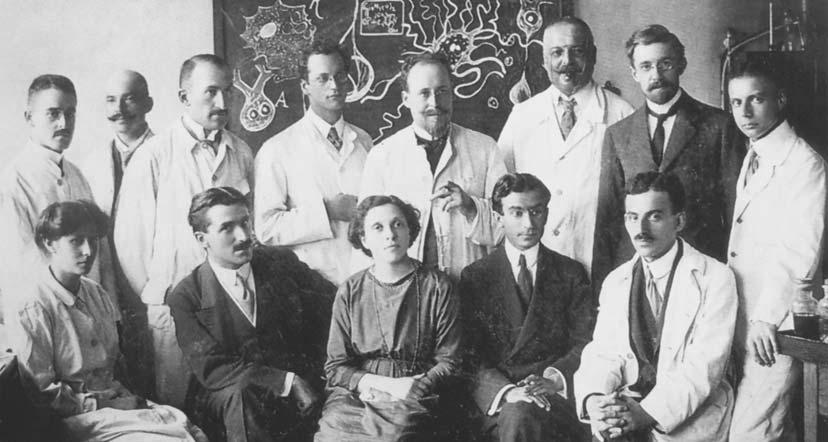
Friedrich Lewy (tout à droite) avec des collègues, le troisième à l'arrière à droite est Alois Alzheimer.

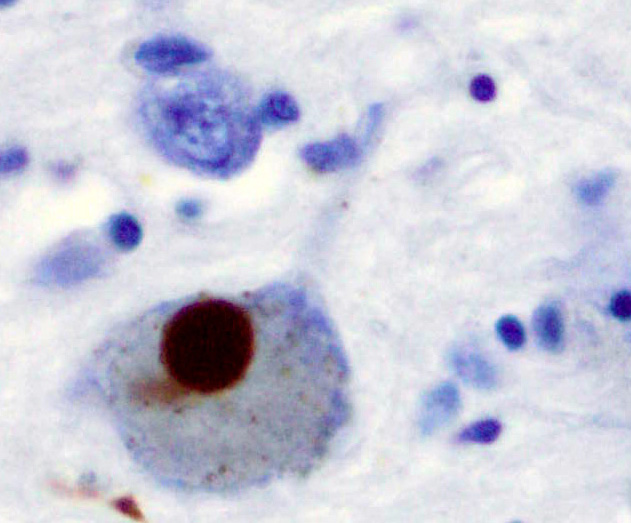
Corps de Lewy dans la substantia nigra avec une coloration brune de l'α-synucléine dans la maladie de Parkinson.

Lewy est devenu connu comme le découvreur des corps de Lewy, une forme spécifique d'inclusions de protéines dans les cellules du système nerveux, en 1912. Lewy les a décrits pour la première fois dans le noyau dorsal vague et dans le noyau basalis Meynert des patients atteints de la maladie de Parkinson. Trétiakoff le nomma en 1919 corps de Lewy du nom de son découvreur. Ces corps d'inclusion se retrouvent notamment dans la maladie de Parkinson, ici plus fréquemment dans la substantia nigra et dans le locus cœruleus. Dans la démence à corps de Lewy, cependant, ils se produisent de manière diffuse corticale et sous-corticale dans le cerveau. Lewy l'a décrit dès 1923, même si la démence à corps de Lewy n'est définie que plus tard comme un tableau clinique indépendant. Les dendrites enrichies en protéines des corps de Lewy (α-synucléine) sont maintenant également connues sous le nom de dendrites de Lewy.
Avec Theodor Brugsch (de) (1878–1963), Lewy est rédacteur en chef du manuel The Biology of Person.

## Œuvres
- Paralysis agitans. In: Max Lewandowsky (de) (Hrsg.): Handbuch der Neurologie, Band I Pathologische Anatomie, Berlin, Springer Verlag 1912, Seite 920–933.
- Die Lehre vom Tonus und der Bewegung. In: Monographien aus dem Gesamtgebiete der Neurologie und Psychiatrie, Heft 24. Berlin, 1923.
- Die Oblongata und die Hirnnervenkerne. In: Handbuch der normalen und pathologischen Physiologie. Band 10. Berlin, 1927.
- Die Motorik. In: Die Biologie der Person. Berlin und Wien, Urban & Schwarzenberg 1926–1931.